# Scaptia lata
 (décembre 2021).
Si vous disposez d'ouvrages ou d'articles de référence ou si vous connaissez des sites web de qualité traitant du thème abordé ici, merci de compléter l'article en donnant les références utiles à sa vérifiabilité et en les liant à la section « Notes et références ».
Espèce
Synonymes
- Tabanus lata Guérin-Méneville, 1835

Scaptia lata est une espèce de taons (Tabanidae) de grande taille (2-3 cm) du Sud du Chili et de l'Argentine, caractérisée par une couleur orangée au niveau du thorax et de l'abdomen. Les femelles infligent une morsure douloureuse aux mammifères, dont l'humain, pour se nourrir de sang durant l'époque reproductive.

## Systématique
L'espèce Scaptia lata a été décrite pour la première fois en 1835 par le zoologiste français Félix Édouard Guérin-Méneville (1799-1874) sous le protonyme Tabanus lata.

## Noms vernaculaires
En espagnol, cette espèce est communément appelée Coliguacho, Tábano negro ou Gran tirano.